# 10 great songs
10 Great Songs es un álbum recopilatorio de la cantante Selena lanzado bajo el sello discográfico Capitol Latin el 14 de junio de 2011. La compilación estuvo producida por Frank Collura.
Este forma parte de la serie de colección 10 Great Songs lanzada por distintas subsidiarias de la compañía EMI y ha lanzado a artistas como Paula Abdul, Pat Benatar y Ice Cube.

## Antecedentes
En 1986, Selena y Los Dinos comenzaban a tener un nombre propio en el mercado de la música tejana. Ese mismo año, se disponen a grabar lo que sería su cuarto álbum de estudio titulado "Muñequito de trapo". Para éste, graban lo que sería su tercera canción en inglés profesionalmente (Después de las grabaciones de 1984 "Give Me One More Chance" y "Call Me" para su primer álbum) titulada A Million to One y que en 1996 sería remezclada en versión soul para el recopilatorio de 1996 "Siempre Selena". En 1989, Selena es conocida por el presidente de EMI, José Behar, quien llama su atención en los Tejano Music Awards del mismo año y logra que firmen contrato con la gran empresa. Es ahí cuando Selena lanza su álbum debut homónimo y en el que entraría una canción de su propia autoría titulada "My Love", que sería su quinta canción al inglés profesionalmente. Durante ese mismo año, Selena graba el tema "Only Love" y el cual no sería lanzado hasta 1996 en "Siempre Selena". En 1990, se graba la canción "Is It The Beat?", una versión en inglés del tema "Enamorada de Ti" incluida en el álbum "Ven conmigo" y en 1992 graba el tema "Missing My Baby" para el álbum "Entre a mi mundo" y el sencillo "Where Did The Feeling Go?" siendo interpretado en distintas premiaciones y conciertos y puesto en libertad profesionalmente en 1997 en la banda sonora de su película bibliográfica. Finalmente, Selena comienza con las grabaciones de su primer álbum totalmente en inglés "Dreaming of You" dejando más de cinco temas inconclusos debido a su muerte el 31 de marzo de 1995 y grabando los temas "I Could Fall In Love", "Dreaming of You", "Captive Heart" y "I'm Getting Used To You".

## Producción
Desde el año 2009, la discográfica EMI se dispuso a lanzar una serie de colección titulada "10 Great Songs", en la que recopilaban 10 temas de los mejores artistas de la compañía del habla inglés. En 2011, lanzan el álbum en honor a Selena, éste bajo la producción de Frank Collura. Para el álbum se tomaron grabaciones en inglés de Selena desde el año 1986 hasta 1995. Canciones como My Love, el primer tema compuesto por Selena y producido en 1989 para el álbum debut homónimo por A. B. Quintanilla III, Only Love, Where Did The Feeling Go? y Is It The Beat?, lanzadas e 1996 y 1997 en la banda sonora de su película bibliográfica y producidas por el padre de Selena, A M illion to One del álbum Muñequito de Trapo de 1986 y producido por Manny Guerra y cinco temas seleccionados del álbum póstumo de 1995, Dreaming of You, I Could Fall In Love, Captive Heart, Dreaming of You, Missing My Baby y I'm Getting Used To You que contaron con la producción de Keith Thomas y otros grandes compositores en el género.

## Listado de canciones
| N.º | Título                                                                         | Escritor(es)                            | Productor(es)            | Duración |  |
| 1.  | «My Love» (Del álbum Selena)                                                   | Selena Quintanilla                      | A.B. Quintanilla III     | 2:49     |  |
| 2.  | «I Could Fall In Love» (Del álbum Dreaming of You)                             | Keith Thomas                            | Thomas                   | 4:43     |  |
| 3.  | «Captive Heart» (Del álbum Dreaming of You)                                    | Mark Goldenberg • Kit Hain              | Guy Roche                | 4:24     |  |
| 4.  | «Dreaming of You» (Del álbum Dreaming of You)                                  | Franne Golde • Tom Snow                 | Roche                    | 5:17     |  |
| 5.  | «Is It The Beat?» (Del álbum The Original Motion Picture Soundtrack)           | Pamela Phillips Oland • Quintanilla III | Brian "Red" Moore        | 4:09     |  |
| 6.  | «Missing My Baby» (Del álbum Entre a mi Mundo y Dreaming of You)               | Quintanilla III                         | Quintanilla III          | 4:14     |  |
| 7.  | «Only Love» (Del álbum Siempre Selena)                                         | Robbie Buchanan • M. Spiro              | Abraham Quintanilla, Jr. | 4:12     |  |
| 8.  | «I'm Getting Used To You» (Del álbum Dreaming of You)                          | Diane Warren                            | Rhett Lawrence           | 4:05     |  |
| 9.  | «Where Did The Feeling Go?» (Del álbum The Original Motion Picture Soundtrack) | Norman Saleet                           | Quintanilla, Jr.         | 3:45     |  |
| 10. | «A Million to One» (Del álbum Muñequito de Trapo y Siempre Selena)             | Phil Medley                             | Manny R. Guerra          | 3:21     |  |

## Créditos
Los créditos son tomados del cancionero del álbum.